# Йордан Милиев
Йордан Христов Милиев е български футболист, защитник.

## Биография и кариера
Роден е на 5 октомври 1987 г. в Пещера. Висок е 184 см и тежи 79 кг.
Юноша на Аполи'99 (Пловдив). Първият си професионален договор подписва с Локомотив (Пловдив) през юни 2006. Дебютът му за „смърфовете“ е срещу Фарул (Констанца) в турнира УЕФА Интертото. За „Локомотив“ има 66 мача и 3 гола. На 9 януари 2009 подписва договор за 2,5 години с отбора на Левски (София). Записал е и 2 мача за младежкия национален отбор.